# جايسون هووبر
جايسون هووبر (بالإنجليزية: Jason Hooper)‏ هو لاعب دوري الرغبي أسترالي، ولد في 14 أكتوبر 1977 في نيوساوث ويلز في أستراليا.